# Corazón de poeta (álbum)
Corazón de poeta es el segundo álbum de estudio de la cantante hispano-británica Jeanette, Fue lanzado al mercado bajo el sello discográfico RCA Víctor en junio de 1981. Fue compuesto y producido por Manuel Alejandro. Jeanette renegoció su contrato para volver a España y reactivar su carrera como cantante melódica. Referido como su obra cumbre, Corazón de poeta mostró conceptos del amor, el divorcio, así como del folclore español. El álbum tomó una dirección diferente a la que fueron sus trabajos previos con el fin de consolidar un público más maduro. Se incorporó el pop dentro del habitual género balada junto a arreglos de grandes orquestas.
Corazón de poeta recibió reseñas positivas por parte de críticos musicales, quienes lo elogiaron como el mejor disco de la cantante y ser una evolución en su carrera. Tras su publicación, Corazón de poeta se convirtió en éxito en países de habla hispana pues alcanzó el número uno en Argentina, Chile y España, fue Top 5 en México, contó con distribución en Brasil y se ha convertido en el disco más vendido de la cantante hasta la actualidad. Casi todas las canciones del álbum tuvieron promoción radiofónica y sus dos primeros sencillos entraron al Top 10 del conteo Los 40 Principales de España, volviéndose en clásicos de la música hispana. Con ese éxito, Jeanette se embarcó en una gira promocional en España y Sudamérica. En 1982 Jeanette ganó el premio Billboard en Español por este álbum.

## Antecedentes y desarrollo

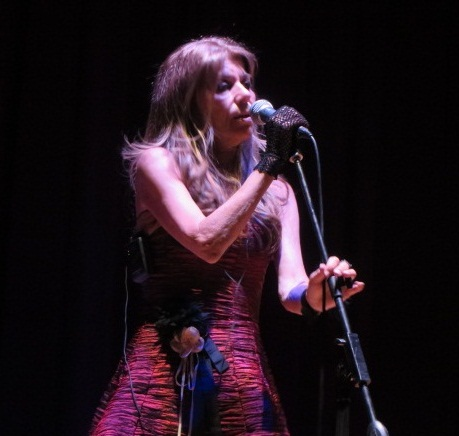
Jeanette interpretando en 2014
«Un día es un día».

En la década de 1970, Jeanette se estableció como baladista de nombre internacional gracias a «Soy rebelde», composición de Manuel Alejandro. Su éxito fue mayor con            «Porque te vas», composición de José Luis Perales que fue incluido en la película Cría cuervos. Esta canción triunfó en países como Alemania y Francia, por lo que la cantante se proyectó al mercado extranjero. En 1977 se publicó el álbum Todo es nuevo que tuvo apreciación crítica pero nula promoción. Ariola promovió la carrera de la cantante en la música disco de esos años y sobre esto Jeanette comentó en 1981: «Querían cambiar mi imagen, lo que yo realmente soy, porque la gente aquí en España me conoce como una cantante que interpreta canciones melódicas, suaves y ahí querían hacerme tipo disco y todas esas cosas; a mi realmente no me gustó demasiado y lo dejé».
Con su ingreso a RCA, Jeanette re-negoció su contrato musical y propuso volver a España con un disco melódico y que Alejandro le escriba canciones para un álbum, lo que tardo un año y medio en hacerlo. Sobre el trabajo con el compositor Jeanette afirmó que su «ilusión» era grabar un disco que la haga volver a sus raíces y que cuando fue a la casa de Manuel Alejandro estuvo de acuerdo con algunas canciones pero cuando refuto sobre «Viva el pasodoble» Alejandro le respondió: «estas son las canciones y tu te las tragas». La cantante concluye que las composiciones eran «maravillosas».
Corazón de poeta se grabó durante un mes a principios de 1981 en los Estudios Sonoland de Madrid con un acompañamiento orquestal de sesenta músicos con grabación a tiempo real. Sobre su experiencia al trabajar con Jeanette, Manuel Alejandro recordó que «tenía la voz más pequeña que haya oído» y grababan «la voz dos veces en dos pistas, pero era increíble». Según la intérprete, fue Alejandro quien le coloco el nombre alegando que Corazón de poeta «tiene mucho que decir», descartando «Frente a frente». El álbum muestra conceptos de amor, sueños y decepciones. Al componer las canciones Manuel Alejandro las hizo con la voz de Jeanette en mente y comento que «tuvo que ponerse en la piel de una mujer y transformarse» para expresar sentimientos femeninos. Julián Molero de lafonoteca describe que Alejandro compuso «baladas sensitivas» que ayudan a conectar a Jeanette con un público maduro. La inspiración de  «Corazón de poeta» nació por el dueño de una peluquería madrileña quien era el novio de una de las empleadas del lugar. Según Alejandro «el muchacho era bien mono y estaba esperando a su novia», lo vio y no sabe por qué le llamó la atención. Pero conforme lo miraba se dio cuenta de que se trataba de una muchacha al ser «una niña linda transformada ya que en ese entonces no se pensaba en el travestismo» y hasta llegó a alabarlo confirmando que el «Corazón de poeta» era «frágil, débil y sensible». Sobre «Frente a frente» su texto está basado en el sufrimiento y el desamor del divorcio. Jeanette comento que cuando Alejandro le presentó esta canción se dijo a sí misma «esta es la mía». También recuerda que «Viva el pasodoble» es el primer pasodoble compuesto por Alejandro y «que tiene su gracia».

## Portada
La portada del álbum, fue tomada por los fotógrafos José María Castellví y Francisco Ontañón Núñez, es una de las más reconocibles de Jeanette. En esta se muestra la imagen de la cantante desde los hombros hacia arriba en un fondo de tono azul, con letras blancas que enfatizan el título. Antonio Lax hizo el diseño de la portada ya que trabajaba en el departamento artístico de RCA. Otra imagen usada en este proceso se escogió para la portada del disco en Bolivia, donde la cantante posa ligeramente inclinada.
En entrevistas, la cantante enfatizó su deseo de ser vista como una mujer más madura y dejar atrás la imagen infantil que la gente tenía de ella y sobre la sesión de fotos recuerda que le hizo mucha gracia cuando la producción le aconsejo «dejar la faceta infantil que todos conocían» para hacerla «mujer».

## Composición

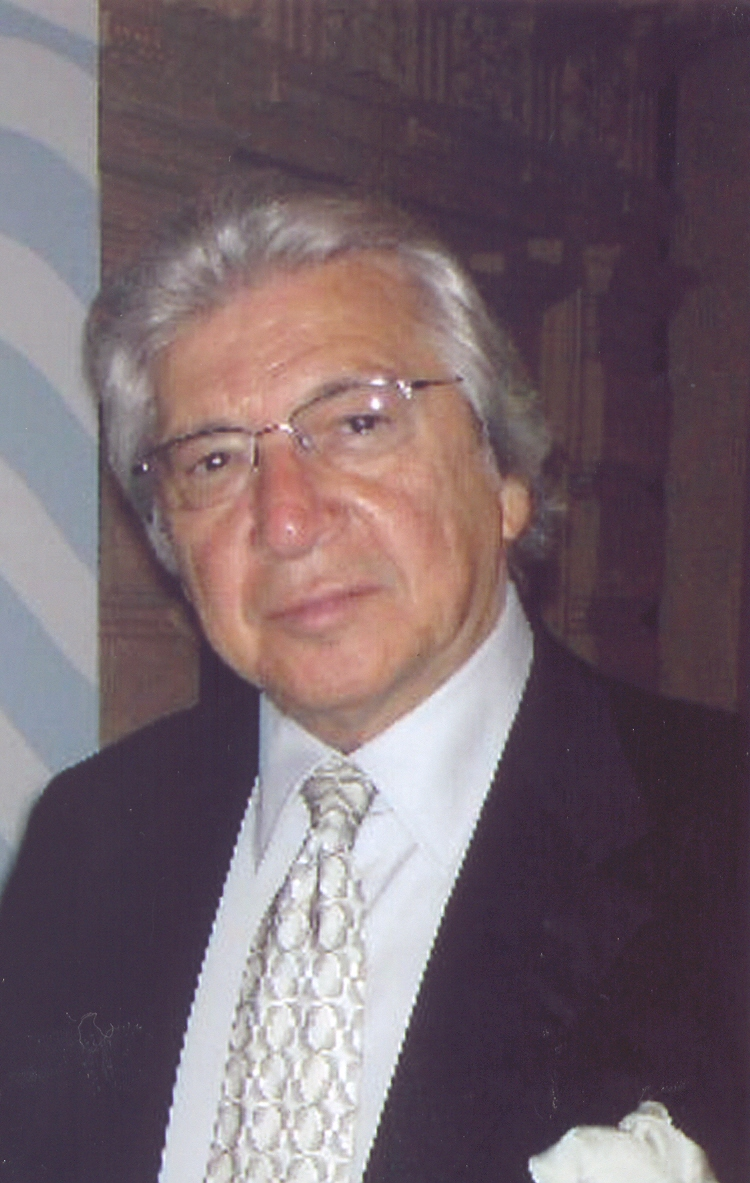
Manuel Alejandro, productor de Corazón de poeta.

Musicalmente Corazón de poeta tomó una dirección diferente para Jeanette al marcar su retorno a la balada sentimental. Julián Molero indicó que en sus trabajos anteriores la cantante «iba en camino de ser la eterna voz adolescente española» y mientras que «este disco le hace despegarse de su habitual público joven para conectar con otro más maduro». En una entrevista al diario El Comercio la cantante recordó entre risas cuando le dijeron que su «voz era sensual».
En una entrevista para el Heraldo de Aragón, Jeanette explico: «se puede decir que [en el disco] hay de todo, aunque lo que predominan son las canciones de corto suave, que es mi estilo de siempre y dónde más cómoda me encuentro». A diferencia de sus trabajos anteriores de letras ingenuas, el álbum presenta a una mujer madura. El texto de «Frente a frente» fue descrito como «candente» debido a que alude al divorcio ya que en julio de 1981 la transición española aprobó una nueva ley sobre este. En la canción destacan el piano y el violín. Alejandro incluyó el pasodoble - «Viva el pasodoble» - porque sintió que sería «divertido que [Jeanette] con su acento tan particular interpretara una canción con estructuras hispánicas» aunque la cantante se niega a interpretarlo en vivo afirmando que no le favorece al no saber moverse como una cantante de música folclórica. A «El muchacho de los ojos tristes» se le ha comparado con la chanson francesa por su instrumentación y melodía y según Jeanette «Acabare llorando» es una ranchera mediterránea.

## Recepción

### Crítica
Tras su lanzamiento, Corazón de poeta recibió reseñas generalmente positivas por parte de la prensa especializada, que destacó la nueva dirección musical de la frente a sus trabajos anteriores. Según Matías Uribe del diario español Heraldo de Aragón la voz de Jeanette es la de siempre en este disco, aunque su «corazón de chiquilla rebelde se ha transmutado en uno poético y de niña grande». En una reseña del diario ABC de España se dijo que los rasgos que definen al disco son la «fragilidad, delicadeza y poesía». Julián Molero de lafonoteca comento que Corazón de poeta es «impecable en su producción e interpretación» y «reconoce que su estilo es de lo mejor de esos años» pese a que este tipo de música no le guste. Molero concluye que es «uno de esos discos a los que no se puede poner un pero formal, donde nada está de sobra o es un capricho gratuito» y le dio una calificación de tres puntos y medio. Marcos Gendre de El Salto califico las canciones del álbum al encontrar melodías de chanson en «El muchacho de los ojos tristes» considerándolo como una «joya» al ser una de las «canciones más carismáticas y representativas», «Un día es un día» es «un trago largo de ABBA con somníferos» y «Frente a frente» es un «paradigma de traducir sensiblería en tragedia, en lo que Jeanette era insuperable». Frank John Tristán de OC Weekly mencionó que Corazón de poeta es la obra más venerada de la cantante. Anje Ribera de El Diario Montañés indica que el álbum fue «recibido con entusiasmo por el mercado» gracias a sus sencillos. David Gonzáles de El Cierre Digital escribió que el éxito de este álbum hizo que la discográfica confiara en ella para posteriores producciones. Allmusic no comentó sobre el disco pero le dio tres estrellas de cinco.

### Comercial
Corazón de poeta fue lanzado por RCA el 2 de julio en formato LP y casete en España y Latinoamérica. En Francia, Barclay Records se encargó de su distribución. Los sencillos «Frente a frente» y «Corazón de poeta» se lanzaron en formato de siete pulgadas Por fines promocionales, Jeanette los adaptó al idioma inglés como «Sorrow» («Dolor») y «A Heart So Warm And So Tender» («Un corazón tan cálido y tan tierno») respectivamente. «El muchacho de los ojos tristes» fue lanzado como último sencillo en 1982. Jeanette promocionó el álbum en toda España, haciendo apariciones en radio, televisión y periódicos. En agosto de 1981 fue invitada de honor del programa de entrevistas Retrato en vivo, donde comento sobre este disco e interpretó algunas canciones. El disco se estrenó en el programa Aplauso y en Chile estuvo en Sábados gigantes, conocido programa conducido por Don Francisco donde cantó «Frente a frente», «Corazón de poeta» y «El muchacho de los ojos tristes».
En España, Corazón de poeta alcanzó la cima de los Long Plays más vendidos por una semana. PROMUSICAE lo certificó con doble disco de oro por la venta de doscientas mil copias hasta julio de 1982. Corazón de poeta fue éxito comercial en países latinoamericanos como Argentina y Chile (donde se convirtió en el número uno en las listas de álbumes), llegó al puesto cuatro en México y al puesto veintitrés del Hot Latin LPs de Florida de la revista Billboard. El álbum también contó con buena recepción en Brasil, Colombia y Venezuela. Hasta 1983 Corazón de poeta vendió mundialmente un millón y medio de copias y continuó editándose durante varios años, siendo en el álbum más vendido de Jeanette en España y Sudamérica.

## Promoción

### Sencillos
Según un comunicado de RCA Corazón de poeta es «un disco pensado y realizado para Jeanette» y que por fin dé «por vez primera todo lo que lleva dentro» y «no se limitara a ser una vendedora ocasional de sencillos como en sus anteriores trabajos». El primer sencillo extraído del álbum fue «Frente a frente», lanzado en junio de 1981. El tema recibió críticas positivas al calificarla como una «desgarradora balada» y de ser «muy pegajosa y muy apropiada al estilo Jeanette». Se convirtió en un éxito internacional al entrar a las diez primeras posiciones en Argentina, España y México.
En octubre de 1981 se publicó «Corazón de poeta» como el segundo sencillo. Obtuvo críticas generalmente positivas de parte de la prensa aunque «no está entre lo mejor del álbum pese a ser la canción que lo encabeza». Obtuvo éxito comercial en España. El tercer sencillo, «El muchacho de los ojos tristes», salió en 1982 y está considerado como una de las mejores canciones del disco. Este sencillo no obtuvo ningún reconocimiento ya que en ese momento era conocido, pero mantuvo en suspenso «el nombre de la cantante a la espera de las novedades que se producirían al año siguiente».

### Gira y premios
La cantante solo realizó giras promocionales por España y Sudamérica. Jeanette visitó México, Perú, Chile y Argentina y en la primera decena de octubre de 1981 visitó Brasil y Venezuela. En 1982 Jeanette ganó el premio Billboard en Español junto a la cantante Rocío Jurado por este álbum.

## Legado

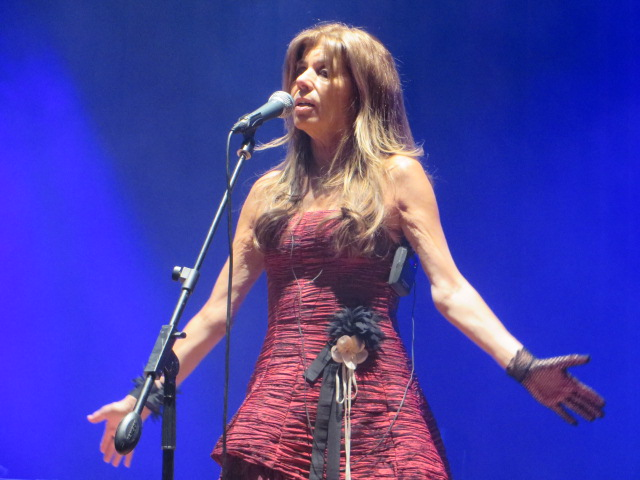
Jeanette interpretando «Frente a frente» en un concierto en 2014.

Con el tiempo «Frente a frente», «Corazón de poeta» y «El muchacho de los ojos tristes» se han convertido en «clásicos» y han ganado un «estatus cultural» en la música pop en español. En una entrevista para Las canciones de tu vida en 2008, Jeanette le comento a José María Íñigo que Corazón de poeta  fue «el mejor LP que jamás» grabó en su vida y que las pistas del álbum «fueron número uno en muchos países de Sudamérica». Molero de lafonoteca dijo que es «su disco más famoso cuyos temas treinta años después aún siguen sonando en el hilo musical de las grandes superficies y en algunas emisoras especializadas en retro músicas que sirvan de fondo a cualquier actividad laboral». En una entrevista para la Sociedad de Autores y Compositores de México, Manuel Alejandro comentó que aún oye «con agrado» este álbum.
Las canciones de Corazón de poeta  han sido ampliamente versionadas por diferentes artistas. Rocío Jurado hizo una versión de «Viva el pasodoble» y se convirtió en su canción más conocida al punto de que muchas personas creyeron que era la cantante original. Jurado también versionó «Frente a frente» y «Toda la noche oliendo a ti» para su disco Sevilla (1991). En 1992 el cantante Raphael hizo una versión de «Comiénzame a vivir» para su disco Ave fénix. El periodista Luis Troquel ideó un disco tributo para Jeanette y pensó en Enrique Bunbury para grabar una versión de «Frente a frente», el cual aceptó. El cantante la rescató al ser el disco desestimado y la incluyó en su sexto álbum Las consecuencias (2010). La grabó a dúo con Miren Iza y fue lanzado como primer sencillo el 16 de enero de 2010. Al final del vídeo Jeanette hace un cameo de pocos segundos. Acerca de este, Jeanette manifestó que fue muy cansado llegar hasta la locación de la grabación (en bosques de Gerona) y su experiencia fue positiva. En 2015 el grupo musical Las Fénix realizaron una versión de «Corazón de poeta» en su disco Retro Live y en 2000 la banda chilena Javiera y Los Imposibles realizó una versión de «El muchacho de los ojos tristes» para el disco A color. En 2015 la discográfica independiente Plastilina Records produjo el disco digital Contemplaciones: Homenaje Iberoamericano a Jeanette el cual le rinde tributo a la música de Jeanette y Los Waldners, Carmen Sandiego, el dúo español Niza, entre otros versionan varios temas del disco. En 2016, Jeanette volvió a grabar «Toda la noche oliendo a ti» junto a Juan Bau y fue lanzado como sencillo por Regalia Records.
La instrumentalización de «Frente a frente» se ha usado como samples de muchos temas de estilo hip-hop como en «Gangsta's Watch» de Noreaga (1999), «El dolor del micro» por Cartel de Santa junto a Julieta Venegas en 2004, un remix titulado «Threat» por Jay-Z en 2009, 
«Ritmos & letras» de The Louk en 2011, «A malandragem toma conta (Releitura)» por Facção Central y «Pray for Buffalo» de Westside Gunn y Conway ambas en 2016. «Corazón de poeta» fue sample en «Coins Like Judas» del artista hip-hop Conejo (2014).
En 1988 Corazón de poeta se editó en formato CD y fue distribuido por RCA. En julio de 1998, BMG lanzó Corazón de poeta y Ojos en el sol juntos como una compilación . El sello discográfico Rama Lama Music lanzó en 2003 una recopilación remasterizada de los tres álbumes que Jeanette grabó para RCA desde 1981 a 1984. Las canciones de este disco han aparecido en varios álbumes de grandes éxitos de Jeanette como Sus más lindas canciones (1988), Sigo rebelde (1996)  y 20 éxitos originales (2005).

## Lista de canciones
Lado "A"
| N.º | Título                | Duración |  |
| 1.  | «Corazón de poeta»    | 4:33     |  |
| 2.  | «Un día es un día»    | 3:49     |  |
| 3.  | «Cuando estoy con él» | 4:16     |  |
| 4.  | «Frente a frente»     | 3:17     |  |
| 5.  | «Viva el pasodoble»   | 4:10     |  |

Lado "B"
| N.º | Título                            | Duración |  |
| 1.  | «El muchacho de los ojos tristes» | 3:32     |  |
| 2.  | «Comiénzame a vivir»              | 3:55     |  |
| 3.  | «Si te vas, te vas»               | 4:08     |  |
| 4.  | «Toda la noche oliendo a ti»      | 3:44     |  |
| 5.  | «Acabaré llorando»                | 4:19     |  |

Compuesto, orquestado y producido por Manuel Alejandro para RCA España.

## Créditos y personal
- Grabación y masterización: Estudios Sonoland, Madrid, España.

| Instrumentación - Jeanette: artista principal, voz, coros Diseño - Antonio Lax: dirección artística - José María Castellví: fotografía - Francisco Ontañón Núñez: fotografía | Composición y producción - Manuel Alejandro: productor, compositor y director de orquesta. - David Beigbeder: dirección de orquesta. - José Antonio Álvarez Alija: ingeniería de sonido - Antonio Lomas: ayudante de ingeniería de sonido - Mauricio Gaudenzi: ayudante de ingeniería de sonido |

Compañías discográficas
- RCA Victor: compañía discográfica, propietario de derechos de autor.

Fuentes: Discogs y notas del álbum.

## Listas de popularidad y certificaciones
| País (Lista)                                     | Posición |
| ------------------------------------------------ | -------- |
| Argentina (CAPIF)                                | 1        |
| Chile                                            | 1        |
| España (PROMUSICAE)                              | 1        |
| Estados Unidos Billboard Hot Latin LPs - Florida | 23       |
| México (AMPROFON)                                | 4        |

| País                | Certificación |
| ------------------- | ------------- |
| España (PROMUSICAE) | 2 × oro       |